# Blariacum
 (septembre 2012).
Si vous disposez d'ouvrages ou d'articles de référence ou si vous connaissez des sites web de qualité traitant du thème abordé ici, merci de compléter l'article en donnant les références utiles à sa vérifiabilité et en les liant à la section « Notes et références ».
Blariacum ou Blariaco - aujourd'hui le quartier de Hout-Blerick (Venlo) dans le Limbourg néerlandais est un camp d'arrière-garde et un vicus romain de Germanie inférieure sur la rive droite de la Meuse et relais sur la Chaussée romaine d'Aix-la-Chapelle à Xanten.

## Vicus Blariacum
- Blariacum est indiqué sur la Table de Peutinger sur la chaussée romaine de Tongres à Nimègue entre Atuatuca Tungrorum - (Atuaca (sic)) - aujourd'hui la ville de Tongres et (Noviomagi, sic), Ulpia Noviomagus Batavorum aujourd'hui la ville de Nimègue.

La carte le situe entre Catualium - maintenant la ville de Heel - et Ceuclum (nl) - actuellement la ville de Cuijk - sous le nom de Blariaco.
De Blariacum, deux itinéraires devaient se séparer. D'un côté la chaussée le long de la rive gauche de la Meuse et de l'autre côté du fleuve la chaussée entre Aquis Grana - la ville d'Aix-la-Chapelle et la Colonia Ulpia Traiana - proche de la ville de Xanten.

## Castellum Blariacum
Camp romain des réserves du Limes du Rhin.